# Пелопоннеська війна
Пелопоннеська війна (дав.-гр. Πόλεμος τῶν Πελοποννησίων, трансліт. Pólemos tō̃n Peloponnēsíōn; 431 до н. е. — 404 до н. е.) — військовий конфлікт у Стародавній Греції, у якому брали участь Делоський союз на чолі з Афінами з одного боку і Пелопоннеський союз під проводом Спарти — з іншого.
Між Афінами та Спартою давно існували протиріччя. Неабиякою мірою вони були зумовлені різним політичним устроєм країн. Афіни були демократією, тоді як у Спарті влада перебувала в руках олігархії. У полісах, що входили з ними в союз, обидві сторони намагалися утвердити аналогічний власний державний устрій. Політичні протиріччя посилювалися різницею у походження: афіняни (як і більшість їх союзників) були іонійцями, тоді як спартанці і, своєю чергою, їхні союзники — переважно дорійцями.
Традиційно Пелопоннеська війна ділиться істориками на два періоди. У період Архідамової війни спартанці здійснювали регулярні вторгнення до Аттики, тоді як Афіни використовували свою перевагу на морі для рейдів узбережжями Пелопоннесу й придушення будь-яких ознак невдоволення у своїй державі. Цей період закінчився 421 року до н. е. з підписанням Нікіївського миру. Договір, однак, незабаром був порушений і відновилися сутички в Пелопоннесі. У 415 році до н. е. Афіни відправили експедиційні сили до Сицилії для атаки Сіракуз. Атака закінчилася нищівною поразкою афінян; експедиційні сили були повністю знищені. Це призвело до заключної фази війни, яку зазвичай називають Декелейською, або Іонійською війною. У її ході Спарта, отримавши значну підтримку від Персії, збудувала значний флот. Це дозволило їй надати допомогу в Егейському морі та в Іонії залежним від Афін державам-членам Делоського морського союзу, які побажали вийти з нього (Хіосу, Мілету, Евбеї та ін.), підриваючи міць Афінської держави й остаточно позбавляючи Афіни та їхніх союзників, що залишилися, переваги на морі. Знищення афінського флоту в морській битві при Егоспотамах (405 р. до н. е.) не залишило афінянам шансів на продовження війни, і наступного року Афіни здалися.

## Джерела

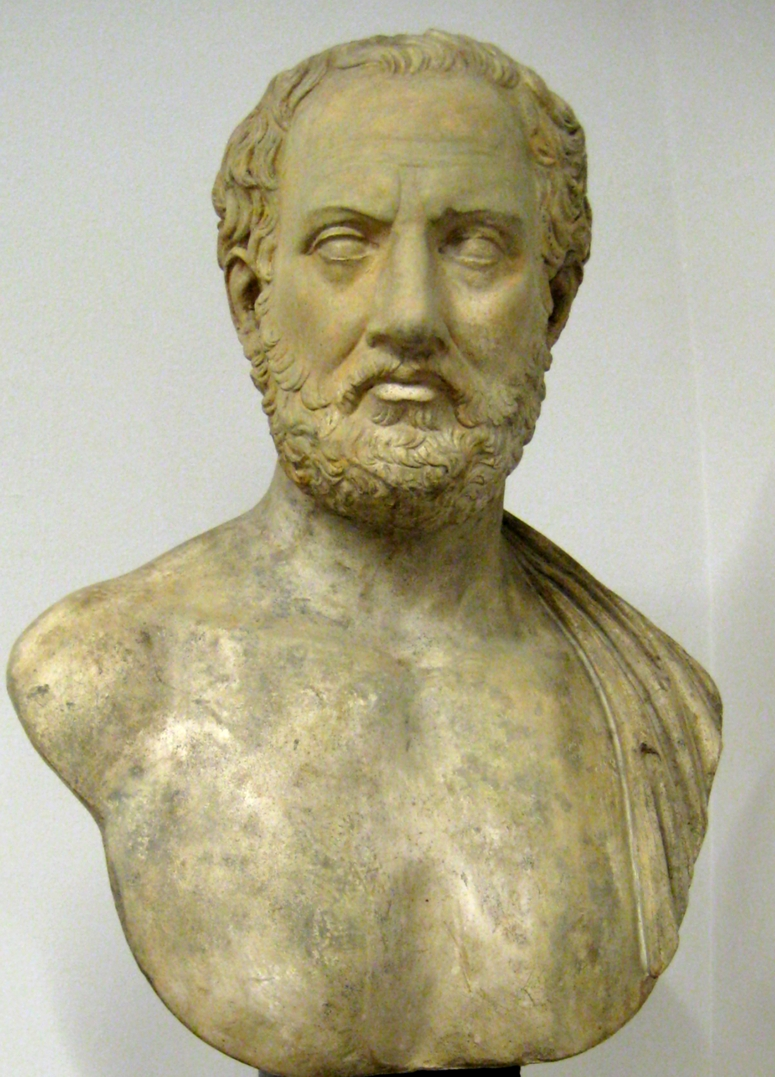
Фукідід

## Передумови
Афіни, що стояли на чолі Делоського союзу, являли собою демократію; Спарта — голова Пелопоннеського союзу, до якого належали дорійські держави і майже всі Еолійські, — була представницею аристократії. Творча заповзятливість і рухливість демократичного Афінського союзу порушувала постійні побоювання з боку консервативної Спарти. Боротьба між Афінами і Спартою була в один і той самий час політичною — суперечка за гегемонію, племінною — ворожнеча між іонійськими і дорійськими племенами, а також соціальною — як наслідок класового антагонізму та економічного безладу в Греції. До заснування Делоського союзу Спарті належало в Греції перше місце, навіть на морі афіняни підпорядковувалися Спарті. Відмовившись від подальшої участі в перській війні, Спарта втратила провідну роль на морі, і поряд з нею зайняли місце Афіни. З цього часу, тобто з 70-х років 5 століття до н. е., відносини між Афінами і Спартою стали дуже напруженими.
У 464 до н. е. Спарта звернулася по допомогу до Афін проти повсталих ілотів. Афіняни надіслали допомогу, але підозрілі спартанці відмовилися від неї, чим глибоко образили й роздратували афінян. Союз зі Спартою був розірваний і замінений союзом з аргосцями, до якого незабаром приєдналася і Фессалія. Війна, що почалася між коринфянами і мегарцями, перетворилася на війну між Коринфом і Афінами, бо Мегара демонстративно відкололася від Пелопоннеського союзу і звернулася по допомогу до Афін 460 до н. е. Успіх Афін у цій війні, а також спорудження стін від Пірея до Афін ще більше посилили побоювання спартанців.
Під час Третьої Мессенської війни (465—455) відбулася перша битва у відкритому полі між спартанцями та афінянами (при Танагрі, 457 до н. е.); пелопоннесці перемогли, але скоро, при Енофітах, були розбиті. Егіна і Мегара були втрачені для пелопоннесців. У 451 до н. е. було укладено п'ятирічне перемир'я між Афінами і Пелопоннеським союзом. Коли Евбея відпала від афінян, спартанці бажали завдати рішучого удару по Афінах, але Перікл уклав у 445 році перемир'я на 30 років з метою зміцнити Афінський морський союз. Греція остаточно розпалася на дві федерації, зіткнення між якими було неминучим. Поєднавши під своєю владою грецький схід, Афіни почали поширювати панування на захід і  вступили у дружні стосунки із Сицилією і Південною Італією, викликавши цим незадоволення доричних Сиракуз.
435 до н. е. спалахнула війна між Коринфом і Коркірою, старими ворогами. З Епідамна (нині Дуррес) були вигнані аристократи, які взяли в облогу місто, він віддався під захист Коринфа, а Керкіра підтримала аристократів проти Епідамна й уклала оборонний союз (епімахію) з Афінами. Формально Афіни мали на це право, але коринфяни вбачали в цьому порушення миру з Дорійським союзом. У битві при Сіботських островах 433 до н. е. Керкіра зазнала нищівної поразки. Коринф слідом за тим підтримав повстання у Потідеї, яка відступилась від Афін.
У 432 до н. е. афіняни взяли Потідею в облогу і за пропозицією Перікла заборонили мегарцям будь-які торгові стосунки з Аттикою і всіма державами Афінського морського союзу. Це змусило спартанців заступитися за союзника Спарти — Мегару. Восени 432 до н. е. спартанські народні збори — апелла — і Пелопоннеська союзна рада оголосили, що Афіни порушили мир. Почалися переговори. Спартанці вимагали вигнати алкмеонідів (тобто Перікла, що походив із цього роду), зняти облогу Потідеї, звільнити Егіни, скасувати постанови щодо Мегари і відновити колишні свободи для всіх греків. Переговори не могли бути успішними, оскільки неминучість війни уже усвідомили як у Спарті (ефор Сфеналаїд), так і в Афінах: Перікл рішуче висловився на користь війни, керуючись передовсім міркуваннями внутрішньої політики.

## Сили супротивників
Військові сили були значні в обох супротивників. Спарта безумовно перевершувала Афіни на суші, вона могла виставити до 60 тисяч гоплітів, тобто вдвічі більше, ніж Афіни, на її боці були витривалість спартанців і симпатії майже всієї нації, яка бачила в боротьбі з Афінами запоруку свободи та самостійності грецьких держав. За Спарту були всі держави Пелопоннесу; тільки аргосці і ахейці (крім пелленців) залишалися нейтральними. За межами півострова на стороні Спарти були мегарці, фокейці, локрійці, ампрактіоти, беотійці, коринфські колонії — Амвракія, Анакторія, Левкада. Флот, однак, могли виставити тільки Коринф, Мегара, Сікіон і коринфські колонії, але він все одно не дорівнявся б і до третьої частини морських сил Афін.
Афіняни володіли чудовим флотом, сильним як кількістю кораблів, так і досвідом та мистецтвом. У їхньому розпорядженні були величезні суми. На початку війни фінанси афінян були у квітучому стані; щорічний дохід становив 600 талантів, в акрополі зберігався запасний фонд до 6 000 талантів. Афіни мали 13 тисяч гоплітів, до 1200 вершників і 1600 піших стрільців, понад 300 придатних до плавання триєр. Перед Спартою у афінян перевага була і в тому, що вони могли розпоряджатись своїми військовими силами, не питаючи згоди союзників, але, з іншого боку, більшість підвладних Афінам держав обмежувалася внеском данини і корилася Афінам лише зі страху. Невигідно для Афін було і те, що громадяни Спарти безоплатно несли військову службу, тим часом як афіняни вели війну за допомогою найманців. Оскільки головна сила афінян полягала у флоті, спартанців — у сухопутних військах, боротьба між ними не могла закінчитися однією битвою.

## Архідамова війна

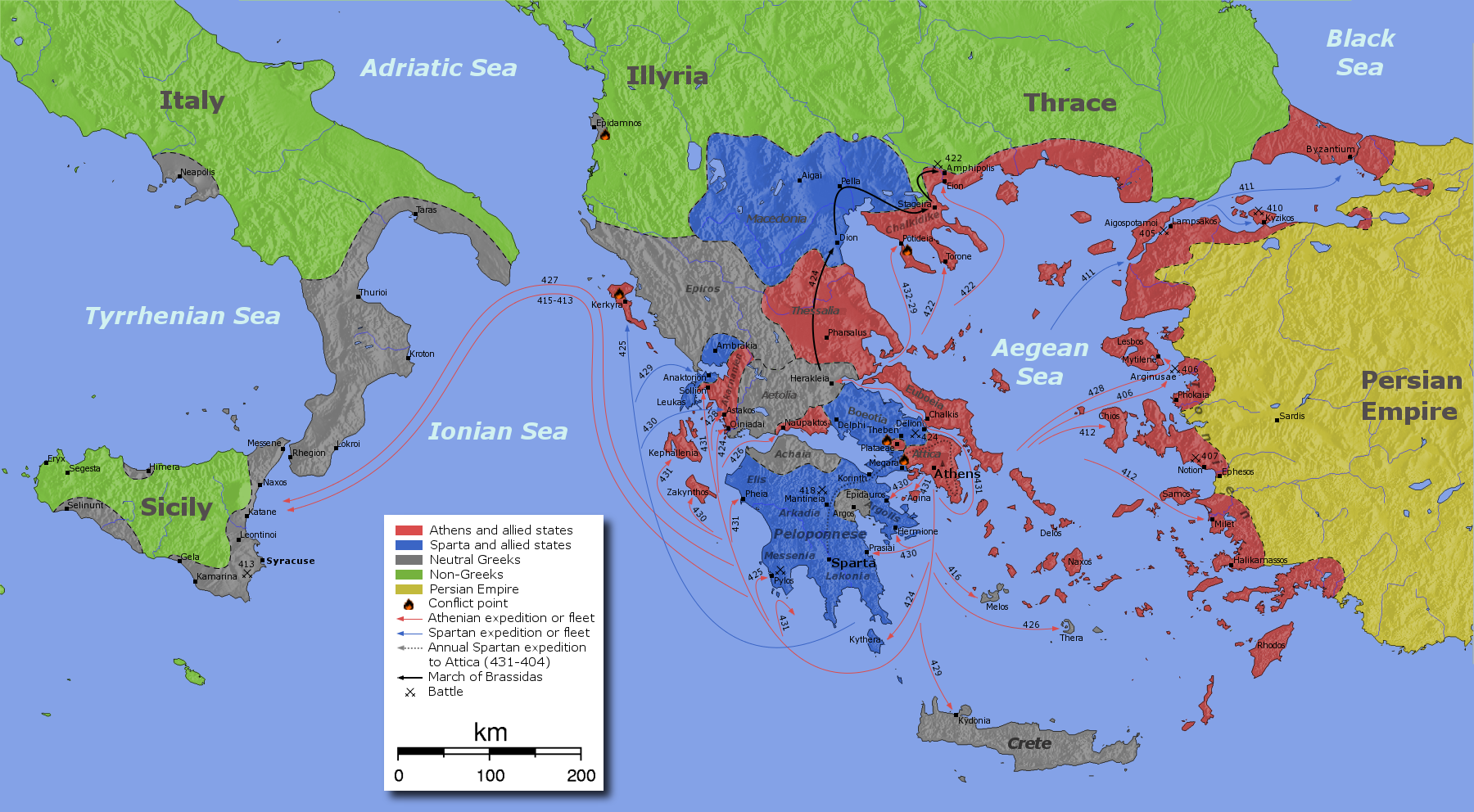
Хід Пелопоннеської війни

Перікл, що мав на початку війни значні повноваження, відмовився від ідеї захищати Аттику, а запропонував діяти наступально на морі і блокувати флотом Пелопоннес. Цей план особливо неприємний був для землевласників і селян, землі яких розорялися щорічними вторгненнями і які взагалі були представниками консервативної і миролюбної політики. У квітні 431 до н. е. розпочалася Пелопоннеська війна захопленням союзного з Афінами міста Платеї.
Перший період війни тривав 10 років (так звана Архідамова війна, за ім'ям спартанського царя Архідама, який у перші два роки війни спустошував Аттику). Крім того, 430 до н. е. в Афінах із жахливою силою лютувала тяжка епідемія Афінської моровиці — зрештою народом опанував відчай. Перікл пішов з флотом до східного берега Пелопоннесу, але змушений був повернутися внаслідок цієї епідемії. Цією невдачею скористалася опозиція Перікла, який був, на її думку, винуватцем війни з усіма її лихами: Перікл був забалотований під час виборів у стратеги, звинувачений у розтраті громадських грошей і засуджений до сплати штрафу. Афіняни вже бажали миру, але Спарта відмовлялася від нього.

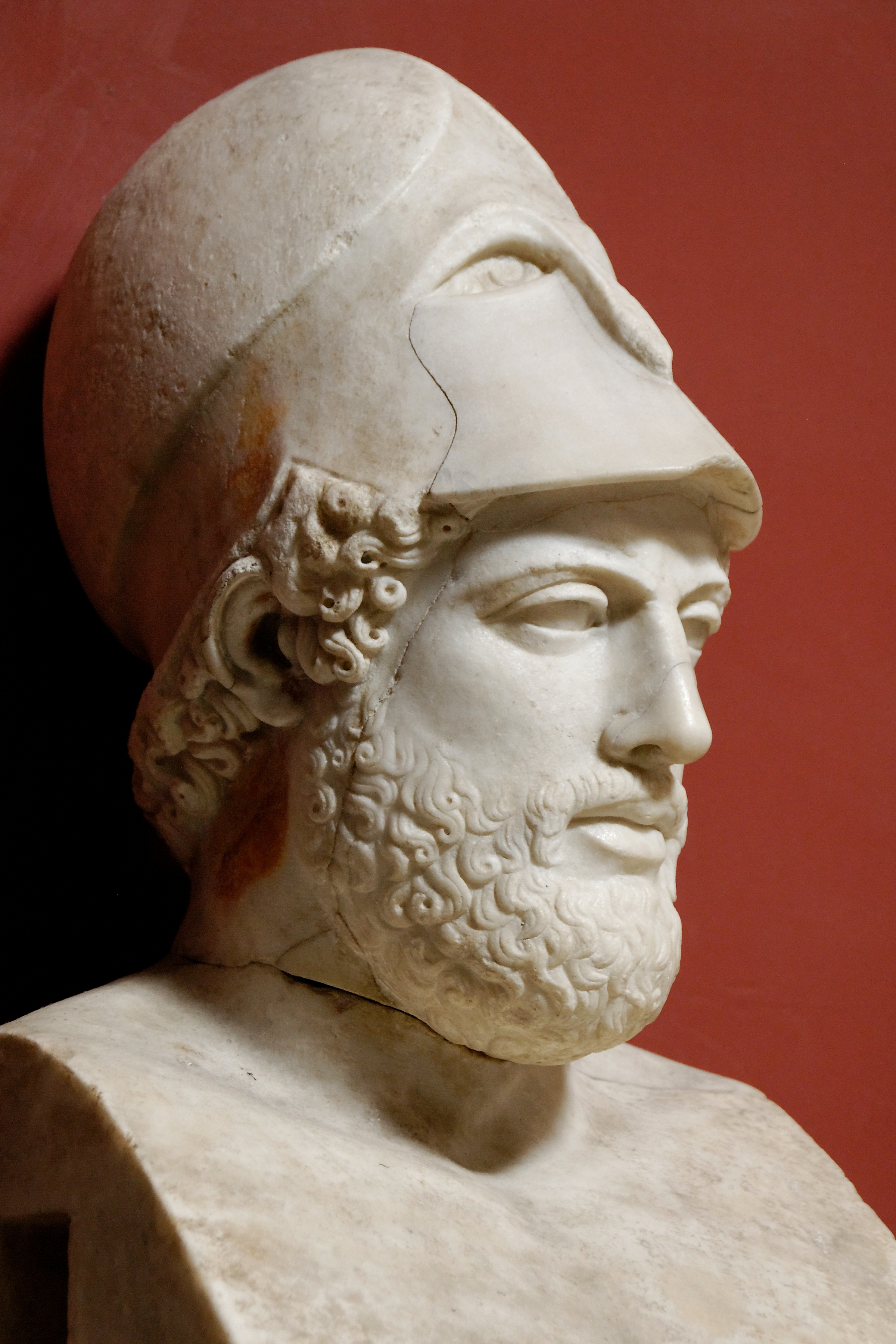
Перікл

На початку 430 року була взята Потідея і заселена аттичними клерухіями. Перікл був знову обраний у стратеги, але незабаром помер (429 до н. е.), і на чолі миролюбної партії став Нікій. На афінську політику після смерті Перікла стали мати великий вплив уже не стратеги, а оратори з простолюду, яким народ довіряв більше, ніж ораторам з вищих верств, що виявляли симпатії до Спарти. Найвпливовішими демагогами були Клеон, Гіпербол, Андрокл, Клеофонт. Аристофан називає демагога низькою і нахабною людиною з вулиці. Душею демосу був пристрасний, грубий Клеон, який постійно нападав на відсутність енергії у веденні війни. За його пропозицією винагороду геліастів було збільшено втричі. Навесні 428 до н. е. пелопоннесці втретє вторгнулись до Аттики, вслід за тим повстав сильний і багатий острів Лесбос з усіма містами, крім Мефімни. Повстання Лесбосу загрожувало Афінам серйозною небезпекою, бо лихоманило всю систему, на якій ґрунтувалася їхня могутність, та не встигли мітиленці приготуватися до захисту, як повстання було локалізоване й осаджене, а Мітилени здалися афінянам (427 до н. е.).
Афіняни за пропозицією Клеона варварськи розправилися із повстанцями, стративши до 1 000 чоловік. Лесбоське повстання було викликане тим, що олігархія, яка панувала на острові, не бажала бути залежною від демократичної держави. Майже кожне грецьке місто страждало від боротьби двох партій — аристократичної та демократичної. Боротьба супроводжувалася обурливими жорстокостями. Вражаючим прикладом дикого насильства і міжусобиці служила Керкіра. Вона задумала відколотися від Афін, внаслідок чого відбулася різанина між заможним класом і демосом; останній узяв гору, олігархи були майже цілком винищені (427—425). Для посилення засобів війни афіняни під впливом Клеона збільшили вдвічі данину з союзників; на самих містян була накладена подать (грец. έισφορά). У 427 році до н. е. афіняни надіслали 20 кораблів на допомогу леонтінцям проти Сиракуз, сподіваючись підпорядкувати собі Сицилію, у якій в цей час спалахнула загальна міжусобна війна. На шляху Демосфен, один зі стратегів, зайняв Пілос у Мессенії. Спартанці відправили загін лакедемонських гоплітів на острів Сфактерія, але афіняни блокували острів і розбили спартанський флот. Лакедемоняни заговорили про мир, але Клеон перешкодив укладенню перемир'я, він прагнув тільки миттєвої переваги і мало піклувався про кінець війни. На його боці було міське населення, що складалося з дрібних торговців, ремісників, моряків — затятих демократів. Афіняни замкнули Сфактерію; спартанці взяли в облогу Пілос і потайки доставляли провізію на Сфактерію.
Облога затягнулася. Тоді Клеон, який ніколи не командував військом, зголосився через 20 днів захопити спартанців у Сфактерії. Його напад разом із Демосфеном був вдалим (425 до н. е.): весь гарнізон острова був узятий у полон, що знову зміцнило авторитет Афін. В особі полонених спартанців афіняни мали важливу заставу; Пелопоннеській армії довелося залишити звичайну тактику вторгнення до Аттики. Проте успіхи афінян скоро були зупинені талановитим спартанським полководцем Бразидом, що захистив від них Мегару. Він схилив багато міст на бік Спарти, майстерно переконуючи їх, що Спарта бореться за їхню свободу. Він уклав союз із Македонією, взяв Амфіполь; тоді ж афіняни зазнали тяжкої поразки у Беотії. Зневіра опанувала Афінами.

## Нікіїв мир
Друг Нікія Лахес домігся в 423 до н. е. укладення перемир'я на один рік; обидві сторони повинні були залишити за собою те, чим володіли при укладенні перемир'я. Слідом за укладанням перемир'я фракійські міста одне за одним почали відколюватися від Афін. Клеон, обраний стратегом, що вже встиг уявити себе чудовим полководцем, вирушив до Фракії, взяв Торону і Галепс, але був убитий у сутичці під Амфіполем. У тій же сутичці загинув і Бразид, і партія війни втратила своїх вождів як у Спарті, так і в Афінах, де Аристофан у цей час поставив свою комедію «Мир». Загальний настрій призвів у 421 до н. е. так званого Нікійського миру, в укладенні якого особливо діяльну участь брали Никій і спартанський цар Плістоанакт. Договір був укладений на 50 років і відновлював, по суті, положення, що існувало до війни. Обидві сторони повинні були обмінятися полоненими.

## Продовження війни
Однак мир виявився нетривалим, тому що не відповідав інтересам союзників Спарти — Коринфа, Фів, Мегари та Еліди. Спартанці негайно звільнили всіх полонених афінян, тому що для них було дуже важливо отримати назад Кітіру, Пілос і сфактерійських полонених. Проте Клеарід, що замінив у Фракії Бразида, відмовився передати афінянам Амфіполь. Найголовніша для афінян умова миру виявилося невиконаною. Тоді афіняни відмовилися звільнити Пілос і Кітіру. Спартанцям довелося через скрутне становище укласти з Афінами оборонний і наступальний союз на 50 років. Афіняни видали їм полонених, але утримали за собою Пілос.
Наслідком зближення Спарти з Афінами був розпад Пелопоннеського союзу. Еліда, Мантінея, Коринф, халкідяни вступили у союз з Аргосом, який мріяв стати на чолі Пелопоннесу і тих, хто стояв на боці демократії. Опозиційний настрій проти Спарти був викликаний не лише її мирною політикою, але і демократичним рухом, розгорнутим внаслідок Пелопоннеської війни: війна завдала сильного удару по землевласницькому Пелопоннесу і вороже налаштувала демократів проти олігархічної гегемонії Спарти. Вимога афінян повернути Панакт, захоплений беотійцямі, союзниками Спарти, була виконана беотійцями.
В Афінах тим часом знову отримала перевагу партія війни. На чолі цієї ультрадемократичної партії стояв Алківіад, який наполягав на укладенні оборонного союзу з Аргосом, Елідою і Мантінеєю. Так утворилося об'єднання афінської демократії з пелопоннеською, що володіло і флотом, і гоплітами. Але цей союз не був міцним через постійні чвари між партіями, що набули характеру соціальної боротьби. Оскільки Спарта уклала союз з Беотією і до неї приєдналися через давню неприязнь до Афін і демократії коринфяни, то було оголошено за пропозицією Алківіада, що лакедемоняни порушили мир (418). Спартанці під проводом царя Агіса II рушили на Аргос, але незабаром змушені були залишити місто, уклавши перемир'я. Афіняни, що прибули до Аргосу, вмовили відновити війну; до Аргоса приєднався Орхомен, але елейці залишили союзників.
У битві при Мантінєї (418) спартанці здобули повну перемогу, знову зміцнивши свій військовий авторитет. Пелопоннеська коаліція розпалася: аргосці, а незабаром і мантінейці відмовилися від союзу з афінянами і помирилися з лакедемонянами. Ахайя вступила у союз зі Спартою: у Пелопоннесі настала сильна олігархічна реакція. Афіни були ізольовані, і їхня влада в колоніях Фракії і Халкідіки похитнулася. Боротьба партій, на чолі яких стояли Нікій і Алківіад, повинна була призвести до вигнання когось з них за допомогою остракізму, але замість Алківіада був вигнаний демагог Гіпербол. Демократичний лад Афін похитнувся; олігархічна партія швидко досягала успіхів, користуючись загальним обуренням проти демократії, яке особливо посилилося після походу проти острова Мелосу (416); за невизнання афінської гегемонії всі дорослі чоловіки острова були страчені, а жінки і діти звернені у рабство.
За таких несприятливих умов афіняни здійснили похід у Сицилію, який віддав долю Афін до руки Пелопоннесу. Приводом до війни було місто Егеста, яке просило допомоги Афін проти Селінунта і союзних з ним Сиракуз. Посли Егести запевняли, що якщо сиракузці оволодіють Сицилією, то разом з пелопоннеськими дорянами знищать гегемонію Афін.

## Декелійська війна
Для демосу, який звик жити на кошти союзників, володіння багатою Сицилією представляло великий інтерес. Особисто Алківіад мріяв керувати підкореною Сицилією, знищивши могутність Сиракуз, підпорядкувавши пелопоннесців і здійснивши заповітну мрію Афін про гегемонію над усією Елладою. План Алківіада зустрів опозицію, особливо з боку заможних, які не бажали виділяти на витрати війни частину свого майна. Однак рішення про похід було ухвалено, і на чолі флоту силою до 40 тисяч чоловік стали Алківіад, Ламах і Никій. Але Алківіад мав противників і в демократичній партії, і в аристократичній, вони скористалися моментом, коли Алківіада не було в Афінах, звинуватили його у святотатстві і домоглись відкликання його з театру війни. У цей час в Афінах відігравали величезну роль таємні політичні гуртки — гетерії, — що переслідували егоїстичні цілі. Процес гермокопідів, у якому найбільш проявилася діяльність гетерій, свідчить про підготовлюваний олігархічний переворот.
Алківіад утік до Спарти і перейшов на її бік. За його порадою спартанці послали в Сиракузи чудового полководця Гіліппа, який об'єднав сиракузців (414 до н. е.). Тим часом Афінам загрожувала небезпека, адже спартанці зміцнили за порадою Алківіада Декелію, важливий стратегічний і торговий пункт для Афін (413; останній період Пелопоннеської війни, з 413 по 404 р., отримав назву Декелійської війни). Нікій просив відставки, повідомляючи, що солдити масово вдалися до дезертирства. Афіняни послали йому сильне підкріплення під начальством Еврімедона і Демосфена. Навесні 413 року сиракузці за допомогою пелопоннесців напали з суходолу і моря на афінян і завдали їм поразки. Військо впало духом. Вирішено було відступати.
Під впливом забобонів — сталось місячне затемнення — афіняни зазнали жахливої поразки, втративши весь свій флот. Змучене військо поволі відступало суходолом, розділившись на два загони; сиракузці жорстоко вбивали вмираючих від спраги воїнів. Нікій і Демосфен загинули; полонених сиракузці посадили у каменоломні, де піддавали жахливим мукам, рівносильним повільній смерті. Попри катастрофу, що вже розгорталась, афіняни вирішили продовжувати боротьбу. Вороги демократії відмінно скористалися панікою і роздратуванням проти демагогів. Радикальна партія втратила кредит довіри. Влада демократії була значно обмежена установою комісії з найстаріших громадян (пробулів) для обговорення і прийняття необхідних заходів, яких вимагало згубне становище держави. Ці пробули вносили олігархічний елемент у демократичну Раду п'ятисот (413).
Союзники, користуючись нещастям Афін, задумали передатися Спарті; Евбея, Лесбос, Хіос, Еритрія вступили з нею у переговори. Відпаданню союзників сприяв головним чином Алківіад, який з'єднався з Тиссаферном, малоазійським сатрапом, і розраховував улітку 412 до н. е. зруйнувати всю колоніальну силу афінян. У Персії також раділи поразці Афін і мріяли повернути під владу Персії грецькі міста малоазійського помор'я. Коли за Хіосом відкололись Клазомени, Теос, багатий Мілет, афіняни мусили витрачати останню тисячу талантів — резерв, утворений Періклом на випадок крайньої потреби. Тим часом спартанський адмірал Халкідей уклав з Тиссаферном ганебний союз: він відмовився від незалежності азійської Еллади заради спільних дій проти Афін, визнав права перського царя на всі землі, які коли-небудь йому належали, зобов'язався не миритися з Афінами без угоди з Персією.
Справи афінян поліпшали, коли на островах відбувся реакційний рух. На захист афінян піднявся Самос, де соціальна боротьба закінчилася умертвінням 200 аристократів і вигнанням 400. Швидко були відвойовані Теос, Мітилена, Мефімна, Клазомени; афіняни стали загрожувати Мілету, користуючись млявістю пелопоннесців і відсутністю у них стратегічних планів. Алківіад втік до Тиссаферна і задумав розірвати союз між Персією і Спартою, зблизивши першу з Афінами. Він завів зносини з афінянами, що перебували на Самосі, і обіцяв їм допомогу Тиссаферна, якщо вдасться скинути демократію. Алківіад чудово вловив суспільний настрій в Афінах, де дедалі частіше лунали голоси на користь олігархії, а Пізандр домовився із таємними клубами змінити форму правління. Шляхом терору були усунені найвпливовіші демагоги (Андрокл зокрема), і в Афінах встановилася олігархія, на чолі якої стояли сам Пізандр, Терамен і Антифонт (411 до н. е.). Вся урядова влада перейшла до рук ради чотирьохсот; народні збори було замінено зборами 5 000 найбагатіших громадян, але їх жодного разу не скликали. Винагорода за виконання цивільних обов'язків була скасована. На Самосі, однак, скоро знову взяла верх демократична партія. Алківіад, який прибув туди, був проголошений стратегом. В Афінах серед олігархів точилися чвари; домогтися миру зі Спартою вони не могли і позбулися ще декількох островів (наприклад Андроса). Спартанський флот розбив в Евбейській протоці ескадру афінян і схилив Евбею відколотися від Афін. Тоді внаслідок опозиції помірних (Терамен) відбулася нова революція в Афінах: олігархія була скинута, відновлена Рада п'ятисот, але демос залишився позбавленим участі в політичному житті, наданої середньому стану. З армією у Самосі було укладено мир (411 до н. е.), і Алківіад отримав право повернутися в Афіни.

## Завершальний етап
У наступні роки (411—408 до н. е.) успіх схилився на бік Афін. Тразибул і Алківіад відновили афінське панування у Геллеспонті; в лютому 410 року до н. е. Алківіад здобув блискучу перемогу над Пелопоннеським флотом, сиракузцями і персами. Фарнабаз був розбитий при Абідосі (409 до н. е.), потім (408) при Халкідоні; були захоплені Сілімбрія і Візантій. У повернутих і підкорених містах афіняни відновили повну демократію (в 409 до н. е. знов встановлену і в Афінах).
У травні 408 року Алківіад повернувся в Афіни, де був блискуче прийнятий, виправданий і наділений величезними військовими повноваженнями стратега та автократора (грец. στρατηγός, αύτοκρατωρ). Бажаючи поправити фінанси Афін, Алківіад встановив нове мито в розмірі 10 % з товарів, що провозяться через Босфор (δεκάτη). Після невдалого нападу на Андрос він вирушив збирати гроші в Карію. Цим скористався Лізандр і під час відсутності Алківіада розбив афінський флот при Нотії (407 до н. е.). Популярність Алківіада впала; він не був обраний у стратеги на виборах 406 року; на його місце було призначено 10 нових стратегів, з яких найвидатнішим був Конон.
На зміну Лізандру був призначений навархом Каллікратид, якому вдалося замкнути Конона в Мітиленському порту. Афіняни востаннє зібрали усі свої сили, перекарбувавши скарби міста, взяли в матроси багато рабів, обіцяючи їм волю, і спорядили 155 кораблів для звільнення Конона. Біля Аргинусських островах вони зустрілися з Каллікратидом і завдали спартанцям жорстокої поразки; Каллікратид здався, спартанці втратили більше 70 кораблів (405 до н. е.). Ця славна перемога була затьмарена тим, що афіняни внаслідок бурі не мали можливості врятувати людей із затонулих кораблів і поховати тіла померлих, як того вимагала традиція. Олігархічна партія скористалася цим нещастям, аби підірвати силу демократії, що обрала таких «недбалих» полководців.
Виник судовий процес; стратегам не дали часу для виправдання і шістьох із них стратили. Цим афіняни порушили конституцію, тому що вони засудили вождів разом, а не поодинці. Лізандр, між тим, отримав допомогу від Кіра і захопив Лампсак. Афінський флот (180 кораблів під начальством Конона та інших стратегів) став на якорі проти Лампсака, в гирлі річки Егос-Потамос. Даремно Алківіад пропонував афінянам свою допомогу, його застереження були відкинуті. Лізандр зненацька напав на флот афінян і майже без бою (405 до н. е.) знищив його: зі 180 кораблів врятувалися тільки 8. Лізандр стратив до 3 000 афінян за те, що вони незадовго перед тим скинули зі скелі весь екіпаж спартанського корабля.

## Підсумки війни
З 200 кораблями Лісандр оволодів усіма союзними з Афінами містами, всюди знищуючи демократію і вводячи олігархічну демархію під захистом спартанського гарнізону. Він підкорив Візантій, Халкедон, Сест і багато інших міст. Усіх афінян, що здавалися йому, він відправляв до Афін, щоб скупчення народу викликало там голод. Зі 150 триєрами спустошивши Саламін, Лісандр прибув під Пірей; водночас із суходолу Афіни були взяті в облогу спартанським військом під проводом царів Агіса і Павсанія. Голод і підступи олігархів довершили лихо, і у квітні 404 до н. е. Афіни здалися безумовно.
Фіванці і коринфяни вимагали, щоб місто було зовсім знищене, а мешканців продати в рабство, але спартанці не допустили цього, і з афінянами було укладено мир. Афіняни повинні були зруйнувати довгі мури і зірвати зміцнення Пірея, видати весь флот, крім 12 кораблів, повернути вигнанців, відмовитися від влади над союзниками, допомагати спартанцям за першою їхньою вимогою в усіх їхніх війнах. Могутність Афін була знищена цілком.
Підкоривши Самос, Лісандр з'явився в Афінах і встановив там олігархічну «транію тридцяти» (грец. οί τριάκοντα), яка трималася при владі завдяки терору. З цих тридцяти 10 мали бути обраними Тераменом, 10 — ефорами, 10 — народом. Суд присяжних та обрання посадових осіб по долі були знищені. Пелопоннеська війна яскраво засвідчила розкладання Греції — еллінський світ сам знищував себе. Нездатність жертвувати особистою вигодою задля загальної користі призвела до падіння демократії. Власне занепад Стародавніх Афін розпочався задовго до кінця Пелопоннеської війни. Гетерії і найманство, мрії про завоювання демократії для роздачі грошей громадянам, жахливі сцени насильства і жорстокості, такі численні під час Пелопоннеської війни, виявляють політичний і моральний занепад Греції.

## У поп-культурі

### Відеоігри
- Assassin's Creed Odyssey (2018)